# Noel Streatfeild
Noel Streatfeild OBE (24 de dezembro de 1895 – 11 de setembro de 1986) foi uma escritora britânica. É conhecida por escrever diversos livros para crianças. Alguns de seus livros foram adaptados em filmes.

## Obras
Ficção infantil
- Sapatos de ballet: três meninas em palco num clássico infantil internacional - no original Ballet Shoes (1936)
- Tennis Shoes (1937)
- The Circus Is Coming (1938), também publicado como Circus Shoes
- The House in Cornwall (1940)
- The Children of Primrose Lane (1941), também publicado como The Stranger in Primrose Lane
- Curtain Up (1944), também publicado como Theater Shoes
- Party Frock (1946), também publicado como Party Shoes
- The Painted Garden (1949), significativamente abreviado e publicado nos EUA as Movie Shoes
- White Boots (1951), também publicado como Skating Shoes
- The Fearless Treasure (1953)
- The Bell Family (1954), também publicado como Family Shoes
- Wintle's Wonders (1957), também publicado como Dancing Shoes
- New Town (1961)
- Apple Bough (1962), também publicado como Traveling Shoes
- A Vicarage Family (1963)
- The First Book of the Ballet (1963)
- The Children on the Top Floor (1964)
- Away from the Vicarage (1965)
- The Growing Summer (1966), também publicado como The Magic Summer
- Caldicott Place (1967), também publicado como The Family at Caldicott Place
- The "Gemma" series (1968–69)
- Thursday's Child (1970)
- Beyond the Vicarage (1971)
- Ballet Shoes for Anna (1972)
- When the Siren Wailed (1974)
- Far To Go (1976), uma sequela de Thursday's Child
- Meet the Maitlands (1978)
- The Maitlands: All Change at Cuckley Place (1979; uma sequela do anterior)

Ficção adulta
- The Whicharts (1931)
- Parson's Nine (1932)
- Tops and Bottoms (1933)
- A Shepherdess of Sheep (1934)
- It Pays to Be Good (1936)
- Caroline England (1937)
- Luke (1939)
- The Winter is Past (1940)
- I Ordered a Table for Six (1942)
- Myra Carroll (1944)
- Saplings (1945)
- Grass in Piccadilly (1947)
- Mothering Sunday (1950)
- Aunt Clara (1952), adaptado num filme Ealing Comedy (1954)
- Judith (1956)
- The Silent Speaker (1961)

Não-ficção
- The Years of Grace (1950)
- Victoria of the United Kingdom (1958)
- Magic and the Magician: E. Nesbit and her Children's Books (1958)
- The Boy Pharaoh, Tutankhamen (1972)
- Tea by the Nursery Fire (1976)

Editados
- Growing up Gracefully (1955), ilustrado por John Dugan
- To the Garden of Delights (1960)